# Amor de Cristo

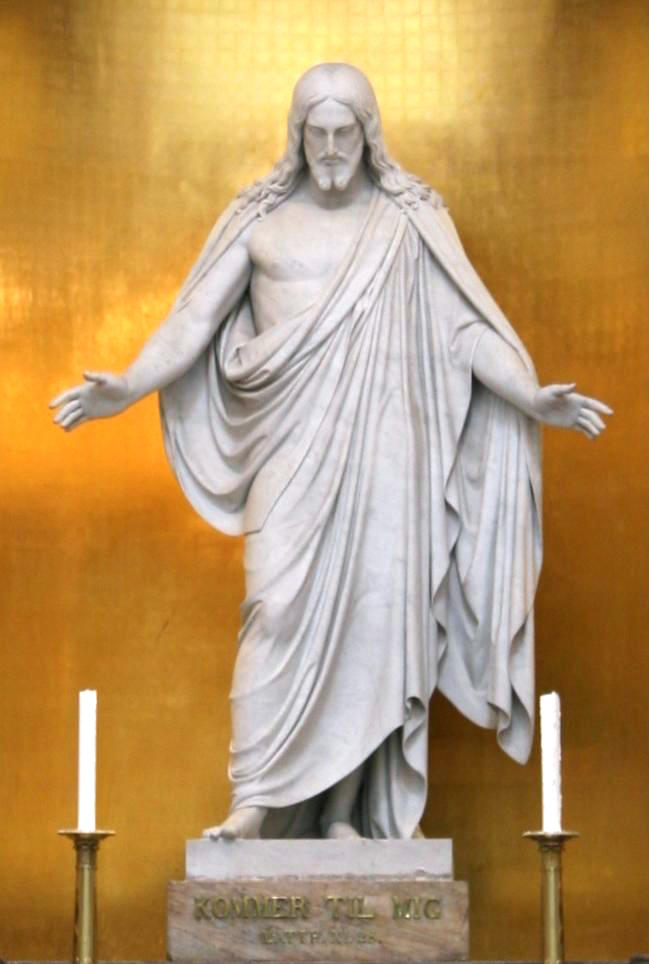
Cristo, de Bertel Thorvaldsen (1821), Catedral de Nuestra Señora, Copenhague.

El Amor de Cristo es un elemento central de la fe y la teología cristiana. Se refiere tanto al amor de Jesucristo por la humanidad, el amor de los cristianos a Cristo y el amor de los cristianos a otros (Juan 15:9-17). Estos dos aspectos no son distintos en las enseñanzas cristianas: el amor a Cristo es un reflejo de su amor a sus seguidores.
El tema del amor es el elemento clave de los escritos joánicos. En el Evangelio de Juan, la perícopa del Buen Pastor (Juan 10:1-21) simboliza el sacrificio de Jesús sobre la base de su amor. En ese evangelio, el amor a Cristo se traduce en el seguimiento de sus mandamientos, en su Discurso de Despedida (Juan 14:23) Jesús indica: «El que me ama, mi palabra guardará». En la Primera Epístola de Juan (1 Juan 4:19), la naturaleza reflexiva de este amor se pone de relieve: «Nosotros le amamos a él, porque él nos amó primero», lo que expresa el amor a Cristo como un reflejo del amor mismo de Cristo. Hacia el final de la última cena, Jesús da a sus discípulos un nuevo mandamiento: «Que os améis unos a otros; como yo os he amado, que también os améis unos a otros. En esto conocerán todos que sois mis discípulos».
El amor de Cristo es también un tema en las epístolas de Pablo. El tema básico de la Epístola a los Efesios es el de Dios Padre iniciando la obra de la salvación a través de Cristo, quien voluntariamente se sacrifica a sí mismo basado en su amor y obediencia al Padre. Efesios 5:25 afirma: «Cristo amó a la iglesia, y se entregó a sí mismo por ella». Efesios 3:17-19 se refiere al amor de Cristo y al conocimiento de Cristo, y considera que para amar a Cristo necesariamente se debe conocerlo.
Muchas figuras prominentes cristianas han expuesto sobre el amor de Cristo. Agustín de Hipona escribió que «el amor común de la verdad une a las personas, el amor común de Cristo une a todos los cristianos». Benito de Nursia instruyó a sus monjes a que «nada absolutamente antepongan a Cristo». Tomás de Aquino señaló que aunque ambos, Dios Padre y Cristo, tenían el poder para detener a los que mataron a Cristo en el Calvario, no lo hicieron, debido a la perfección del amor de Cristo. Aquino también opinó que, dado que el «amor perfecto» hecha fuera el temor, Cristo no tuvo miedo cuando fue crucificado, porque su amor era completamente perfecto. Teresa de Ávila considera al perfecto amor como una imitación del amor de Cristo.

## El amor de Cristo por sus seguidores

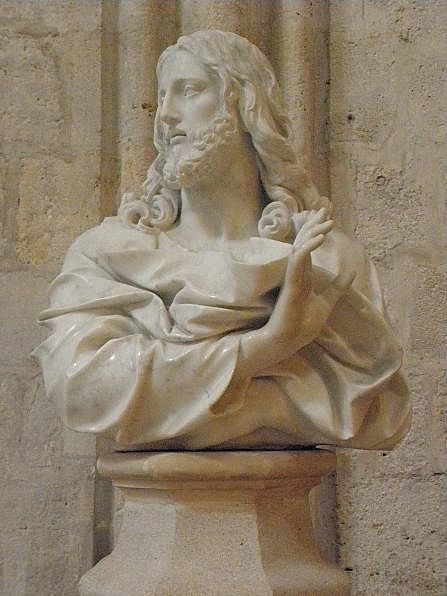
Estatua de Cristo dando su bendición, Catedral de Notre Dame, París.

Yo soy el buen pastor; el buen pastor da su vida por las ovejas.
—Juan 10:11
El amor de Cristo para sus discípulos y para la humanidad en general es un tema que se repite tanto en los escritos joánicos y en varias de las epístolas paulinas. Juan 13:1, que comienza el relato de la última cena, describe el amor de Cristo a sus discípulos: «había amado a los suyos que estaban en el mundo, los amó hasta el fin». Este uso de «hasta el fin» en griego (en el que el Evangelio fue escrito) también puede ser traducido como «hasta el máximo». En la Primera Epístola de Juan (1 Juan 4:19), la naturaleza reflexiva de este amor se pone de relieve: «Nosotros le amamos a él, porque él nos amó primero», expresando el origen del amor como un reflejo del amor de Cristo.
La teología de la intercesión de Cristo desde el cielo después de dejar la tierra, se basa en su continuo amor por sus seguidores y su deseo constante de llevarlos a la salvación, como se señala en 1 Juan 2:1-2 y Romanos 8:34.
En muchos modelos cristológicos, el amor de Cristo para sus seguidores no está mediado de cualquier otro modo, sino que es directo. Se asemeja al amor del pastor por sus ovejas, y el alimento que la Vid proporciona a las ramas (cf. Juan 15:1-17). En otros modelos, el amor es delegado parcialmente a los apóstoles, quienes formaron la iglesia primitiva, y, a través de ellos, es pasado a sus sucesores.
La perícopa del Buen Pastor aparece aproximadamente a la mitad del Evangelio de Juan (Juan 10:1-21), dondeJesús afirma que, como el Buen Pastor, él va dar la vida por sus ovejas. Este concepto es entonces base de los mandatos de Jesús al apóstol Pedro después de su resurrección y antes de su ascensión a los cielos. En Juan 21:15-17, Jesús resucitado pregunta a Pedro tres veces «¿me amas?», y tras cada respuesta Jesús ordena a Pedro tres veces «Apacienta mis corderos», «Pastorea mis ovejas» y «Apacienta mis ovejas», lo que implica que el amor a Cristo debe traducirse en actos de amor y cuidado de sus seguidores.
El tema básico de la Epístola a los Efesios es el de Dios Padre iniciando la obra de la salvación a través de Cristo, quien no es más que un instrumento pasivo en este escenario, pero toma un papel activo en la obra de salvación. En Efesios 5:1-2, Pablo exhorta a los efesios a ser imitadores de Dios:
Sed, pues, imitadores de Dios como hijos amados. Y andad en amor, como también Cristo nos amó, y se entregó a sí mismo por nosotros, ofrenda y sacrificio a Dios en olor fragante.
Pablo mantiene esta idea en Efesios 5:25, y afirma que: «Cristo amó a la iglesia, y se entregó a sí mismo por ella».
La discusión sobre el amor expresado por Cristo en todo el Nuevo Testamento es parte del tema general de la efusión de amor de una participación del misericordioso Dios y de Cristo en él. En Juan 14:31, Jesús explica que su acto de sacrificio se realiza «para que el mundo conozca que amo al Padre, y como el Padre me mandó, así hago». Este verso incluye la única declaración directa por parte de Jesús en el Nuevo Testamento acerca de su amor por el Padre. En el libro de Apocalipsis (Apocalipsis 19:7-9), las imágenes de las bodas del Cordero representan la celebración de la culminación de este ciclo de amor y misericordia de Dios, que se inicia en el primer capítulo del libro del Génesis, y termina en la salvación.

## El amor de los cristianos a Cristo

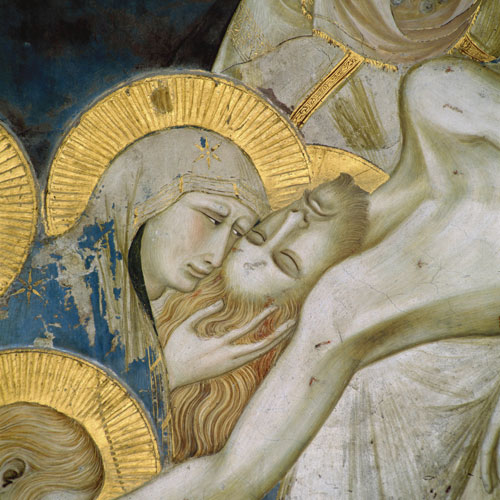
Detalle del fresco de Pietro Lorenzetti mostrando la muerte de Cristo, Basílica de San Francisco de Asís, c. 1320.

[...] nada absolutamente antepongan a Cristo.
Regla de san Benito, ítem 72.

### En el Nuevo Testamento
El tema del amor es el elemento clave de los escritos joánicos: «Dios ama a Cristo, Cristo ama a Dios, Dios ama a la humanidad, y los cristianos aman a Dios a través de su amor por Cristo». Los cristianos están unidos a través de su amor mutuo, que es un reflejo de su amor por Cristo. La palabra «amor» aparece 57 veces en el Evangelio de Juan, con más frecuencia que en los otros tres evangelios combinados. Además, aparece 46 veces en la Primera Epístola de Juan.
En el Evangelio de Juan, el amor de Cristo resulta en el seguimiento de sus mandamientos. En Juan 14:15, Jesús dice: «Si me amáis, guardad mis mandamientos», y Juan 14:23 lo vuelve a confirmar con: «El que me ama, mi palabra guardará».
La dimensión doble  de lo anterior es el mandato de Jesús a sus seguidores a amarse unos a otros. En Juan 13:34-35, en la última cena, después de la salida de Judas, y justo antes del comienzo del Discurso de Despedida, Jesús da un nuevo mandamiento a sus once discípulos restantes: «Que os améis unos a otros; como yo os he amado», y establece que: «En esto conocerán todos que sois mis discípulos».
Fuera de la literatura joánica, la referencia más antigua del Nuevo Testamento al amor de Cristo es 1 Corintios 16:22: «El que no amare al Señor Jesucristo, sea anatema». En 2 Corintios 5:14-15, Pablo discute cómo el amor de Cristo es una fuerza orientadora y establece un vínculo entre el sacrificio de Cristo y las actividades de los cristianos:
Porque el amor de Cristo nos constriñe, pensando esto: que si uno murió por todos, luego todos murieron; y por todos murió, para que los que viven, ya no vivan para sí, sino para aquel que murió y resucitó por ellos.
Sin embargo, Pablo asegura a los corintios que él no está tratando de elogiarse ante ellos. El amor de Cristo controla su ministerio a causa de su convicción en el poder salvador del sacrificio de Cristo. Esto encaja en la cristología paulina del segundo Adán en 1 Corintios 15, en el que el nacimiento, la muerte y la resurrección de Jesús liberan a los cristianos de las transgresiones de Adán.
En la Primera Epístola a los Corintios (1 Corintios 13:8-13), Pablo ve al amor de Cristo como el elemento clave que hace posible una comunión personal con Dios, sobre la base de las tres actividades de «fe en Cristo», «esperanza en Cristo» y «amor a Cristo». En 1 Corintios 13:13, que dice: «Y ahora permanecen la fe, la esperanza y el amor, estos tres; pero el mayor de ellos es el amor».
El amor de Cristo es un tema importante en la Epístola a los Romanos. En Romanos 8:35, Pablo pregunta: «¿Quién nos separará del amor de Cristo?». Y responde: «¿Tribulación, o angustia, o persecución, o hambre, o desnudez, o peligro, o espada? [...] Antes, en todas estas cosas somos más que vencedores por medio de aquel que nos amó».
El uso de «amor de Cristo» en Romanos 8:35 y «amor de Dios» en Romanos 8:39 refleja el enfoque de Pablo en unirse a Cristo y Dios en la experiencia del creyente sin afirmar su igualdad.
En la Epístola a los Efesios (Efesios 3:17-19), Pablo relaciona el amor de Cristo con el conocimiento de Cristo, y considera el amor de Cristo como una necesidad para conocerlo:
[...] y de conocer el amor de Cristo, que excede a todo conocimiento, para que seáis llenos de toda la plenitud de Dios.
Pablo considera que el conocimiento de Cristo obtenido a través del «amor inconmensurable de Cristo» (como en Efesios 3:17-19) supera a otras formas de conocimiento espiritual, como en 1 Corintios 2:12 que considera el «conocimiento espiritual» como conocimiento divino actuando dentro de la mente humana.

### Escritores cristianos posteriores
Agustín de Hipona se refirió a Efesios 3:14 y sugirió que inclinar las rodillas ante el Padre es la mejor manera de conocer el amor de Cristo. Luego, basándose en el concepto de que «el amor común de la verdad une a las personas, el amor común de Cristo une a todos los cristianos», Agustín señaló que la fe en Cristo implica comunidad en la Iglesia, y que el objetivo de los cristianos debe ser la unidad de la humanidad.
Benito de Nursia enfatizó la importancia del amor de Cristo a sus monjes y, de acuerdo con el resto de su cristología, se centró en los aspectos no terrenales. Benito quería que sus monjes amaran a Cristo como «él nos había amado», y nuevamente declaró la naturaleza reflexiva del amor: «no preferiría nada a Cristo, porque no prefería nada a nosotros». La Regla de Benito también recuerda a los monjes la presencia de Cristo en los hombres más humildes y menos poderosos que, sin embargo, pueden experimentar y manifestar un profundo amor por Cristo.
Tomás de Aquino vio el amor perfecto de Cristo por la humanidad como un elemento clave de su sacrificio voluntario como el Cordero de Dios y declaró que aunque tanto Cristo como Dios el Padre tenían el poder de detener a los que mataron a Cristo, tampoco lo hicieron, debido a la perfección del amor de Cristo. Refiriéndose a 1 Juan y Efesios, Tomás de Aquino señaló que dado que el «amor perfecto» expulsa el temor: Cristo no tuvo miedo, porque el amor de Cristo era totalmente perfecto. Aquino también enfatizó la importancia de evitar las distracciones que separarían a aquellos en la vida religiosa de su amor a Cristo.
Teresa de Ávila consideraba que el amor perfecto era una imitación del amor de Cristo. Para ella, el camino hacia el amor perfecto incluía una conciencia constante del amor recibido de Dios, y el reconocimiento de que nada en el alma humana tiene derecho a reclamar el amor incondicional de Dios.

## Lectura adicional
- Dauphinais, Michael; Levering, Matthew (2002). Knowing the love of Christ: an introduction to the theology of St. Thomas Aquinas. ISBN 0-268-03302-1.

- Datos: Q6691924